# Falconara Albanese
Falconara Albanese község (comune) Olaszország Calabria régiójában, Cosenza megyében.

## Fekvése
A megye nyugati részén fekszik a Tirrén-tenger partján. Határai: Cerisano, Fiumefreddo Bruzio, Marano Principato és San Lucido.

## Története
A településen jelentős arberes kisebbség, akik a 15. században érkeztek Albániából. A település albán neve Falkunara.

## Népessége
A népesség számának alakulása:

## Főbb látnivalói
- San Michele Arcangelo-templom
- Santa Maria del Castelluccio-kápolna
- Madonna del Buon Consiglio-templom